# Спринт (лёгкая атлетика)
Спринт — совокупность легкоатлетических дисциплин, где спортсмены соревнуются в беге на короткие (спринтерские) дистанции по стадиону. Спринтом считаются дистанции до 400 метров включительно.
В программу Олимпийских игр включён гладкий бег на 100, 200 и 400 метров у мужчин и женщин, эстафетный бег 4×100 и 4×400 метров у мужчин и женщин.

## Физиология
Характерной особенностью спринта является функционирование организма в режиме креатин-фосфатного алактатного и анаэробного лактатного режимов энергопотребления. На коротких дистанциях кровь просто не успевает совершить цикл кровообращения. Время прохождения крови по большому кругу кровообращения составляет 26 секунд, причём ноги — это периферия кровеносной системы.

## Дистанции
Соревнования в спринте проводятся на официальных соревнованиях (чемпионаты мира, Европы, Олимпийские игры), а также входят в программу легкоатлетического многоборья.
Лёгкая атлетика является комплексным видом спорта, включающим в себя различные виды дисциплин. Она по праву считается королевой спорта, недаром два из трёх призывов в девизе «быстрее, выше, сильнее» можно не задумываясь отнести к именно легкоатлетическим дисциплинам. Лёгкая атлетика составляла основу спортивной программы первых олимпийских игр. Свои позиции лёгкой атлетике удалось завоевать за счёт простоты, доступности и, если хотите, естественности своих соревновательных дисциплин. Это один из основных и наиболее массовых видов спорта.
Лёгкая атлетика смогла завоевать свою популярность, благодаря тому, что для занятия её не требуется дорогостоящего оборудования. За счёт этого, лёгкая атлетика смогла стать популярной даже в бедных странах Азии, Африки, Латинской Америки. Именно в связи с широким развитием, большой популярностью этого вида спорта, его постоянно прогрессирующей эволюцией лёгкая атлетика получила признание, по существу, во всем мире во второй половине XX века и получила название «королевы спорта». За многие десятилетия никто не усомнился в законности этого громкого титула. Лёгкая атлетика действительно правит спортивным миром, её любят и почитают в самых отдалённых уголках планеты.

### 60 метров
Официальные забеги на 60 метровую дистанцию проходят в закрытых помещениях на прямом участке 200-метровой дистанции или отдельном беговом сегменте дорожки. Так как забег длится 6—9 секунд, то хорошая стартовая реакция в этой дисциплине важнее, чем в любой другой.

### 100 метров
Проводится на летних стадионах на прямом участке 400-метровой дорожки. Считается[кем?] одной из наиболее престижных дисциплин, как в лёгкой атлетике, так и в спорте вообще.

### 200 метров
Проводится на летних и на зимних (реже) стадионах. Дистанция включает в себя прохождение одной кривой и затем прямого участка. В связи с этим требует определённых навыков скоростной выносливости и техники прохождения поворотов без снижения скорости.

### 400 метров
Проводится на летних и на зимних стадионах. Так называемый «длинный спринт». Требует скоростной выносливости и умения грамотно распределить силы по дистанции.

### Эстафеты
Проводятся на летних и зимних стадионах. В официальную программу входят 4×100, 4×400 метров.

### Нестандартные дистанции
Нестандартные спринтерские дистанции, как правило, составляют 30, 50, 150, 300, 500 метров, эстафету 4×200 м.

## Техника и тактика
По оценкам учёных спортсмены высокого класса могут достигать наивысшей скорости бега на отрезке 50—60 метров. Задача спортсмена — определить, на каком участке дистанции (100 или 200 метров) он разовьёт максимальную скорость.
На спринтерских дистанциях 200 и 400 метров (летний стадион) считаются наиболее выгодными центральные 3, 4, 5, 6-я дорожки из восьми. 1 и 2 дорожки неудобны из-за того, что малый радиус кривизны мешает спортсменам развить высокую скорость на виражах. 7 и 8 дорожки невыгодны тем, что стартующие на них спортсмены первые 150—200 метров бегут впереди и не могут ориентироваться по скорости с другими атлетами. Наиболее выгодные дорожки распределяются среди спортсменов, которые показали самые высокие результаты на предварительных кругах. Это является дополнительным стимулом для показа высоких результатов на предварительных кругах.

## Правила

### Отбор
В связи с тем, что в спринтерских дисциплинах, как правило, принимает участие большое количество участников (больше, чем в любой другой дисциплине лёгкой атлетики), то отбор приходится делать в 3 и даже в 4 круга (забег, 1/4 финала, 1/2 финала, финал).

### Старт и прохождение дистанции
Во всех спринтерских дисциплинах старт принимается из низкого положения, из стартовых колодок. По дистанции спортсмены бегут каждый по своей дорожке, за исключением эстафеты 4×400 метров. На официальных соревнованиях IAAF обязательно оборудование стадиона системой автоматического учёта времени и фотофиниша.
Попутный ветер может значительно облегчить задачу. Поэтому в спринтерском беге до 200 м на открытых стадионах учитывается попутная составляющая ветра. Если она более 2 м/с (в многоборье 4 м/с), то результат, показанный спортсменом, не может являться официальным или персональным рекордом.

#### Фальстарт
По команде «На старт» спринтеры должны занять позицию в стартовых колодках, по команде «внимание» прекратить всякое движение и после выстрела пистолета начать бег. Правилами ИААФ предполагается, что реакция спортсмена на выстрел стартового пистолета не может наступить ранее, чем через 1/10 секунды. Если кто-то из спортсменов начал движение раньше, чем через 0,1 секунды после выстрела, то судьи могут посчитать, что один или несколько участников сделали фальстарт. В случае если стартовый комплекс оборудован системой определения фальстарта, то основанием для принятия такого решения являются показания оборудования, и спортсмен не может участвовать в забеге даже при подаче им устной апелляции.
До 1 января 2010 года был разрешён один фальстарт в одном забеге, при этом не имело значения, кто сделал первый фальстарт. Спортсмену (или спортсменам), который его допускал, показывали жёлтую карточку. За второй фальстарт в том же забеге спортсмену, который его допускал, показывали красную карточку и снимали со старта. С 1 января 2010 года фальстарт не допускается (за исключением спринтерских дистанций в многоборье, там разрешён 1 фальстарт), снимают любого спортсмена (или спортсменов), хоть раз совершившего фальстарт. Если фальстарт произошёл по причине сбоя оборудования, судья показывает зелёную карточку участникам старта.
Стартовые колодки спортсменов могут быть оборудованы системой, автоматически определяющей время реакции спортсмена по промежутку между выстрелом стартового пистолета и началом движения стопы в колодке. До внедрения этой системы фальстарт был предметом субъективного решения судей. Некоторые спортсмены, отличавшиеся исключительной реакцией (таким был, например, Арчи Хан), получали серьёзное преимущество над соперниками за счёт быстрого старта.
Для того чтобы поставить спортсменов в равные условия, каждая пара стартовых колодок оборудуется динамиком, передающим звук стартового пистолета. Таким образом, сигнал доходит до стартующих за одинаковое время, не зависящее от скорости звука и позиции спортсмена на дорожке.

### Фотофиниш и электронный хронометраж
Для определения порядка прихода атлетов обычно используется фотофиниш. Впервые фотофиниш (на основе техники фотографии) и электро-механический хронометраж был применён на Олимпийских играх 1912 года.
В 1928 году была применена техника замедленной съёмки. Революция в совмещении фотофиниша и автохронометража происходит в 1932 году на Олимпийских Играх в Лос-Анджелесе. Изобретённая Густавусом Т. Кирби и воплощённая в металле Kodak Bell Lab’s 2-объективная камера, оснащённая числовым электро-механическим хронометром, стала образцом для других компаний на десятилетия до появления электронных устройств. Один объектив этой камеры снимал со скоростью 126 кадров в секунду на киноплёнку линию финиша, другой снимал встроенный электро-механический хронометр с вращающимися дисками на которых были нанесены числовые отметки. Хронометр запускался от стартового пистолета. Несмотря на все технические новшества, эти устройства не были официально признаны в качестве источника официального времени и прихода. Они лишь рассматривались судьями как дополнительный источник информации. Впервые электронные системы хронометража (наравне с ручным временем) были применены во всех видах с временным нормативом на Олимпийских Играх в 1968 году в Мехико. Причём электронное время признавалось официальным, но записывалось как «ручное» с точностью до 1-й десятой секунды. Но окончательно официальными результаты, полученные при помощи системы фотофиниша и автохронометража, с принятой до сегодняшнего дня точностью до 1-й сотой секунды стали только с 1972 года — Олимпиады в Мюнхене.
Первенство определяется по поверхности туловища (торсу — за исключением рук, ног и головы с шеей) спортсмена, первым пересекающей плоскость финиша. Стартовый пистолет судьи соединён со стартовым датчиком системы электронного хронометража. Современное оборудование позволяет отслеживать время, разделяющее спортсменов с точностью до 1/10000 сек, но в окончательные протоколы и таблицы рекордов и лучших результатов вносится время, округлённое в большую сторону до 1/100 сек, а порядок прихода (места) определяется по наименьшему значению времени участника в тысячных (десятитысячных) при равных значениях результатов до сотых секунды.
Изображение фотофиниша в системе полностью автоматического хронометража позволяет точно определить время, разделившее спортсменов.